# Uno chalet tutto per me
Uno chalet tutto per me (In the Mountains) è un romanzo del 1920 della scrittrice britannica Elizabeth von Arnim. Il romanzo venne pubblicato con la dicitura: «by the author of Elizabeth and her German garden». 
Nel 2018 è stato ripubblicato in Italia da Fazi con il titolo Un'estate in montagna

## Trama
Il romanzo è scritto sotto forma di un diario tenuto dal 22 luglio al 15 ottobre 1919 da una signora inglese di mezza età, che si è recata in Svizzera per superare l'angoscia derivante dagli orrori della prima guerra mondiale. Il giorno del suo compleanno (14 agosto) la narratrice si imbatte in due donne inglesi, anch'esse di mezza età, in cerca di un rifugio dove trascorrere la notte. La narratrice le invita a rimanere con lei. Fra le tre donne nasce un'amicizia che le aiuterà a superare vicendevolmente i loro problemi esistenziali.

## Critica
L'autrice del romanzo, il cui vero nome era Mary Annette Beauchamp, era nata in Australia nel 1866, aveva sposato nel 1891 il conte tedesco Henning August von Arnim-Schlagenthin. Nel 1897 gli Arnim si trasferirono nell'antica residenza familiare di Nassenheide in Pomerania. L'amore per la nuova residenza ispirò il romanzo autobiografico Elizabeth and Her German Garden (1898), che ebbe un successo clamoroso), tanto che da allora l'autrice firmò le maggior parte delle opere successive con l'espressione «by the author of "Elizabeth and her German garden"». Dopo essere rimasta vedova nel 1910, l'autrice lasciò la Germania e costruì in Svizzera lo chalet "Château Soleil", nei pressi di Randogne. Il 3 giugno 1916, durante la prima guerra mondiale, morì a Brema, in Germania, dove si era recata per perfezionarsi negli studi musicali, la figlia Felicitas di appena sedici anni; la vicenda ispirerà il romanzo epistolare antitedesco La storia di Christine che Elizabeth von Arnim pubblicherà nel 1917 con lo pseudonimo di Alice Cholmondeley. La morte di Felicitas è probabilmente l'angosciosa vicenda che spinge la protagonista di Uno chalet tutto per me a recarsi in Svizzera. In quest'ultimo romanzo è presente inoltre un altro tema caro alla Arnim: la solidarietà femminile.

## Edizioni
- The author of Elizabeth and Her German Garden, In the Mountains, London: Macmillan, 1920
- The author of Elizabeth and Her German Garden, In the Mountains, New York: Doubleday, 1920
- Elizabeth von Arnim, Uno chalet tutto per me, traduzione di Simona Garavelli, Torino: Bollati Boringhieri, 2012, ISBN 978-88-339-2313-0
- Elizabeth von Arnim, Uno chalet tutto per me, traduzione di Simona Garavelli, Coll. Le piccole varianti, Torino: Bollati Boringhieri, 2012, ISBN 978-88-339-2527-1
- Elizabeth von Arnim, Un'estate in montagna [In The Mountains], collana Le strade, traduzione di Sabina Terziani, Roma, Fazi, 2018,  p. 192, ISBN 9788893253932.